# Biosphere (musicien)
Pour les articles homonymes, voir Biosphère (homonymie) et Jenssen.
Biosphere, de son nom civil Geir Jenssen (né le 30 mai 1962 à Tromsø), est un musicien norvégien d'ambient. Il est connu pour ses albums créés à partir de boucles, de synthétiseurs et de sampling.

## Biographie

### Origines
Inspiré par la musique d'artistes comme New Order, Depeche Mode, Wire et Brian Eno, Geir Jenssen achète son premier synthétiseur et compose son premier morceau de musique en 1983. En 1984, il publie son premier album sous le nom de scène de E-Man en cassette. En 1985, il fait partie du groupe Bel Canto aux côtés de la chanteuse Anneli Drecker et de Nils Johansen (qui apparaît sur l'album E-Man). Il participe au groupe durant quatre ans et apparaît sur les deux premiers disques du groupe. De 1989 à 1990, Jenssen utilise le surnom de Bleep et sort quatre EP et un album, The North Pole by Submarine. Ces productions sont influencées par sa pratique de l’échantillonneur et ses influences sont alors l'acid house et la new beat.

### Albums solo
En 1991, Geir Jenssen change une nouvelle fois de surnom et de direction musicale, il lance son projet Biosphere. Après une première apparition sur une compilation suédoise, Biosphere sort son premier EP, The Fairy Tale, et son premier album, Microgravity, sur le label Origo Sound en 1991. Ces premières productions et son second album Patashnik, sorti en 1994, s'inscrivent dans un style ambient house caractérisé par le mélange de beats et de nappes musicales atmosphériques. De cet album est extrait le single Novelty Waves, qui sera utilisé dans une publicité pour la compagnie Levi's. C'est à partir de son troisième album solo, Substrata (1997), que Biosphere entame un virage purement ambient. Cet album comprend notamment des samples de la série Twin Peaks. 
En 2000 sort son quatrième album solo (Cirque) sur le label Touch, qui sortira alors la majeure partie de ses disques depuis. Sur l'album Shenzou, sorti en 2002, Jenssen sample Claude Debussy et ses titres La Mer et Jeux. En 2004 sort l'album Autour de la Lune, qui est à l'origine une commande du Festival Radio France Occitanie Montpellier de 2003 qui lui propose de travailler sur l'univers de Jules Verne. Depuis, Biosphere continue de sortir des albums sous son nom de scène et parfois sous son propre nom. Il sort notamment sur le label Ash International Cho Oyu 8201m – Field Recordings From Tibet, qui est le résultat d'enregistrements de sons de la nature durant son ascension du mont Cho Oyu. 
En 2011, il sort l'album N-Plants, inspiré par le miracle économique de l'après-guerre japonais et les centrales nucléaires au Japon (notamment celle de Miham). Cet album revient à une musique proche de l'ambient house du début du projet Biosphere. En 2012, il poursuit sous son propre nom la pratique de la prise de son en extérieur et sort l'album Stromboli qui est le résultat d’enregistrements sur l'île volcanique Stromboli située au nord de la Sicile.

### Bandes-son et autres projets
En parallèle de ses albums solo, Biosphere réalise des musiques pour des films et poursuit les collaborations. En 1996, il est commissionné par le Festival international du film de Tromsø pour réaliser la musique du film russe L'Homme à la caméra qui sera édité lors de la réédition de son album Substrata en 2001 (Substrata²). Il réalise également la bande originale du film norvégien Insomnia en 1997.
En 1996 puis en 2000, il sort deux albums avec le projet anglais, Higher Intelligence Agency. En 1993 et 2000, sous le nom de groupe The Fires of Ork, aux côtés du musicien allemand Pete Namlook, il sort deux albums sur le label FAX +49-69/450464 (en). Enfin en 1998 puis en 2015 sortent deux albums avec le musicien norvégien Helge Sten et son projet Deathprod.
En 1998, Geir Jenssen crée son propre label Biophon Records sur lequel sortent principalement des rééditions de ses propres albums à partir des années 2000 et des musiques de films ou nouvelles compilations de ses projets.

## Discographie

### Sous Bleep
- 1990 : The North Pole by Submarine

### Sous Biosphere
- 1991 : Microgravity
- 1994 : Patashnik
- 1997 : Substrata
- 2000 : Cirque
- 2002 : Shenzhou
- 2004 : Autour de la Lune
- 2006 : Dropsonde
- 2009 : Wireless: Live at the Arnolfini, Bristol
- 2011 : N-Plants
- 2012 : L’incoronazione di Poppea
- 2013 : Live At Vega, Copenhagen 9.11.1996
- 2014 : Patashnik 2
- 2014 : Das Subharchord EP
- 2016 : Departed Glories
- 2017 : Black Mesa EP
- 2017 : The Petrified Forest
- 2018 : The Hilvarenbeek Recordings
- 2019 : The Senja Recordings
- 2021 : Angel´s Flight
- 2022 : Shortwave Memories
- 2023 : Inland Delta
- 2023 : N-Plants
- 2025 : Orbemia (single)
- ( to be released June 20, 2025 : The Way to Come )

### Field Recordings
- 2006 : Cho Oyu 8201m – Field Recordings from Tibet (Ash International, sous le nom de Geir Jenssen) (sur Field Recordings)
- 2013 : Stromboli (Touch, sous le nom de Geir Jenssen) (sur Field Recordings)

### Bandes-son
- 1996 : L'Homme à la caméra (Man with a Movie Camera, sur l'album Substrata² en 2001)
- 1997 : Insomnia
- 1999 : Meurtre sur mesure, de Diane Doniol-Valcroze (Kill by Inches, Biophon Records en 2012, sous le nom de Geir Jenssen)
- 2010 : Hold-up (Nokas, Biophon Records en 2012, sous le nom de Geir Jenssen)
- 2010 : Im Schatten, de Thomas Arslan (Biophon Records en 2012, sous le nom de Geir Jenssen)

### Collaborations
- 1987 : White-Out Conditions (avec Bel Canto)
- 1989 : Birds of Passage (avec Bel Canto)
- 1993 : The Fires of Ork (avec Pete Namlook)
- 2000 : Fires of Ork II (avec Pete Namlook)
- 1996 : Polar Sequences (avec Higher Intelligence Agency)
- 2000 : Birmingham Frequencies (avec Higher Intelligence Agency)
- 1998 : Nordheim Transformed (avec Deathprod)
- 2015 : Stator (avec Deathprod)